# Rio Linda
Rio Linda est une census-designated place du comté de Sacramento, dans l'État de Californie, aux États-Unis,. En 2020, elle compte une population de 15 944 habitants.